# Обервиль (Базель-Ланд)

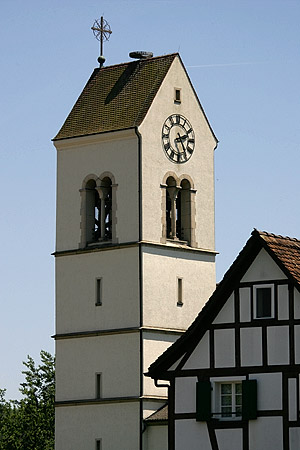
Обервиль

Обервиль (нем. Oberwil BL) — коммуна в Швейцарии, в кантоне Базель-Ланд.
Входит в состав округа Арлесхайм. Население составляет 10 393 человека (на 31 марта 2008 года). Официальный код — 2771.